# 安加斯馬爾卡區

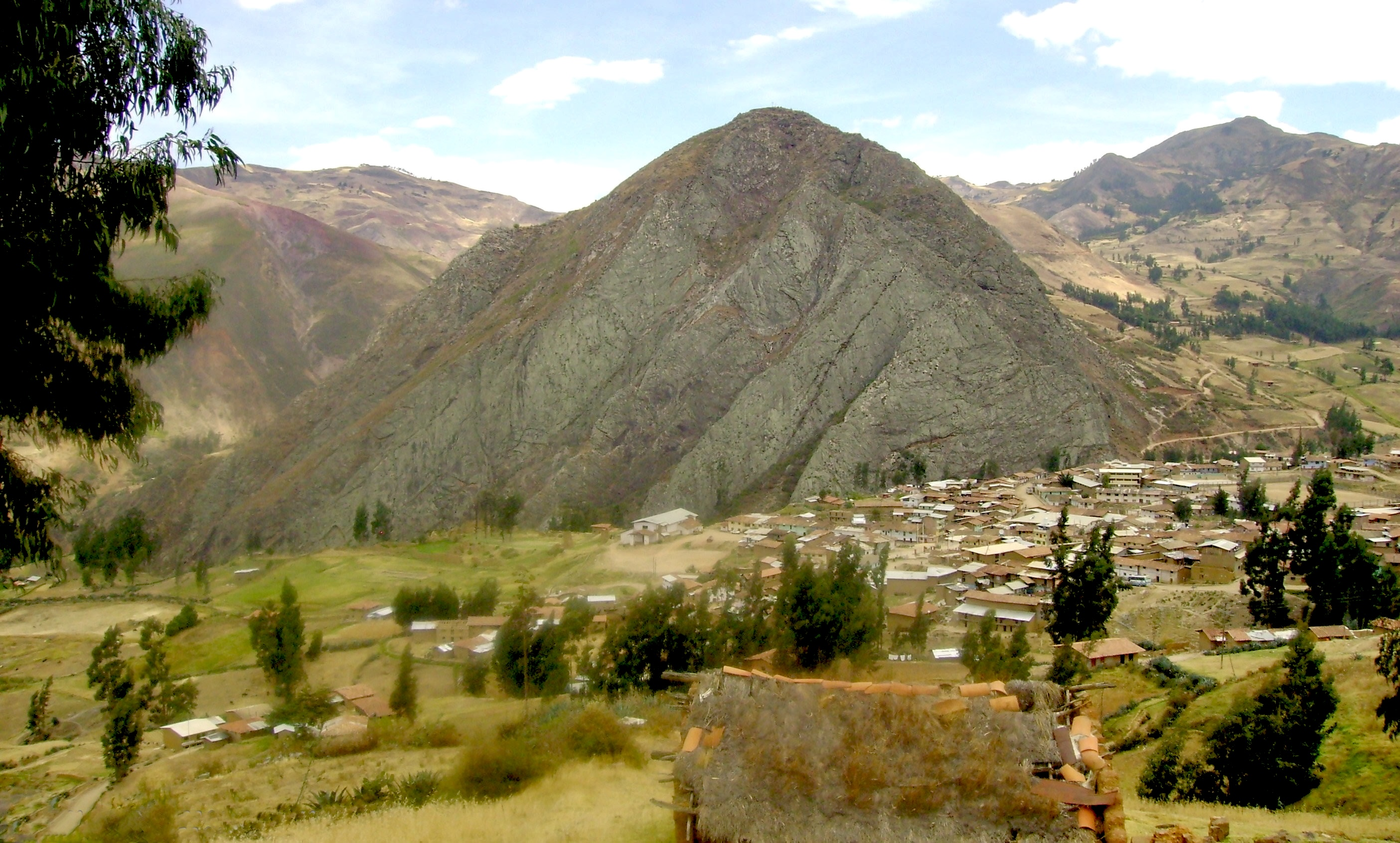

安加斯馬爾卡區（西班牙語：Distrito de Angasmarca），是秘魯的一個區，位於該國西北部拉利伯塔德大區的聖地亞哥德丘科省，始建於1985年9月21日，面積153.45平方公里，海拔高度2,900米，2005年人口5,042，人口密度每平方公里33人。